# Тиоцианат калия
Тиоциана́т ка́лия (родани́д ка́лия, роданистый калий) — неорганическое соединение, калиевая соль тиоциановой кислоты. Гигроскопичные бесцветные кристаллы.

## Физические свойства
Имеет вид бесцветных кристаллов, расплывается на воздухе из-за гигроскопичности. Плотность составляет 1.886 г /см³, плавится при 173,2 °С, кипит с разложением при 500 °С. Хорошо растворим в воде, при растворении наблюдается сильное охлаждение раствора, также легко растворяется в этиловом и амиловом спиртах.
| Температура | г/100 г |
| ----------- | ------- |
| 0 °C        | 177,2   |
| 20 °C       | 217     |
| 25 °C       | 239     |
| 32,5 °C     | 265     |
| 47,3 °C     | 317     |
| 67 °C       | 408     |
| 99 °C       | 673     |

Энтальпия плавления ΔH°пл. (кДж/моль): 10,5

## Получение
Тиоцианат калия можно получить при взаимодействии роданистого аммония с гидроксидом калия, карбонатом калия или гидрокарбонатом калия:
{\displaystyle {\ce {NH4SCN + KOH -> KSCN + NH3 + H2O}}}
{\displaystyle {\ce {2NH4SCN + K2CO3 -> 2KSCN + 2NH3 + H2O + CO2}}}
Также, данное вещество может быть получено при взаимодействии веществ, легко отдающих серу (или самой серой) с цианидами:
{\displaystyle {\ce {KCN + S ->[t] KSCN}}}
{\displaystyle {\ce {KCN + (NH4)2S2 ->[t] KSCN + (NH4)2S}}}

## Химические свойства
Тиоцианат калия реагирует с бромной водой с образованием бромциана и сульфата калия.
{\displaystyle {\ce {KSCN + HBr + HBrO -> BrCN + K2SO4}}}
C солями железа(III) (например, с хлоридом железа (III)) образует роданид железа(III) и хлорид калия, реакция находится в динамическом равновесии.
{\displaystyle {\ce {FeCl3 + 3KSCN <=> Fe(SCN)3 + 3KCl}}}
Разлагается при нагревании выше 250 °C — до сульфида калия и циана.
{\displaystyle {\ce {KSCN ->[t] C2N2 + K2S}}}
При сплавлением с веществами, способными отобрать серу, может быть превращён в цианид калия:
{\displaystyle {\ce {KSCN + Fe ->[t] KCN + FeS}}}
Может быть использован для получения иных тиоцианатов, например, тиоцианата свинца(II):
{\displaystyle {\ce {Pb^2+ + 2KSCN -> Pb(SCN)2 v + 2K^+}}}

## Применение
- Образует с Fe3+ кроваво-красное комплексное соединение, благодаря чему используется как аналитический реагент для количественного и качественного анализа на соли трёхвалентного железа, а также как имитатор крови в фокусах и кино:

[Fe(H2O)6]3+ + SCN− ⇌ [Fe(SCN)(H2O)5]2+ + H2O

## Безопасность
Тиоцианат калия обладает небольшой токсичностью. В больших дозах может вызвать искажение зрения, проявляющееся как видение в жёлтом цвете (до двух суток). Смертельная доза — 854 мг/кг.
На вкус представляет кисло-горький разъедающий порошок.